# Windows Nashville
 (août 2015).
Si vous disposez d'ouvrages ou d'articles de référence ou si vous connaissez des sites web de qualité traitant du thème abordé ici, merci de compléter l'article en donnant les références utiles à sa vérifiabilité et en les liant à la section « Notes et références ».
Windows Nashville (Windows 96) est un projet abandonné au profit de Windows 97 (qui deviendra Windows 98) et est remplacé par Windows 98 B Release OEM Edition, alias Detroit.

## Description
Windows Nashville disposait d'une interface très liée à Internet Explorer 4, les éléments du bureau étaient considérés comme des hyperliens.